# Villaromagnano
Villaromagnano, (la Vilëtta en piemontès) és un municipi situat al territori de la província d'Alessandria, a la regió del Piemont (Itàlia).
Limita amb els municipis de Carbonara Scrivia, Cerreto Grue, Costa Vescovato, Paderna, Sarezzano, Spineto Scrivia i Tortona.
La frazione de Fonti pertany al municipi de Villaromagnano.

## Galeria fotogràfica

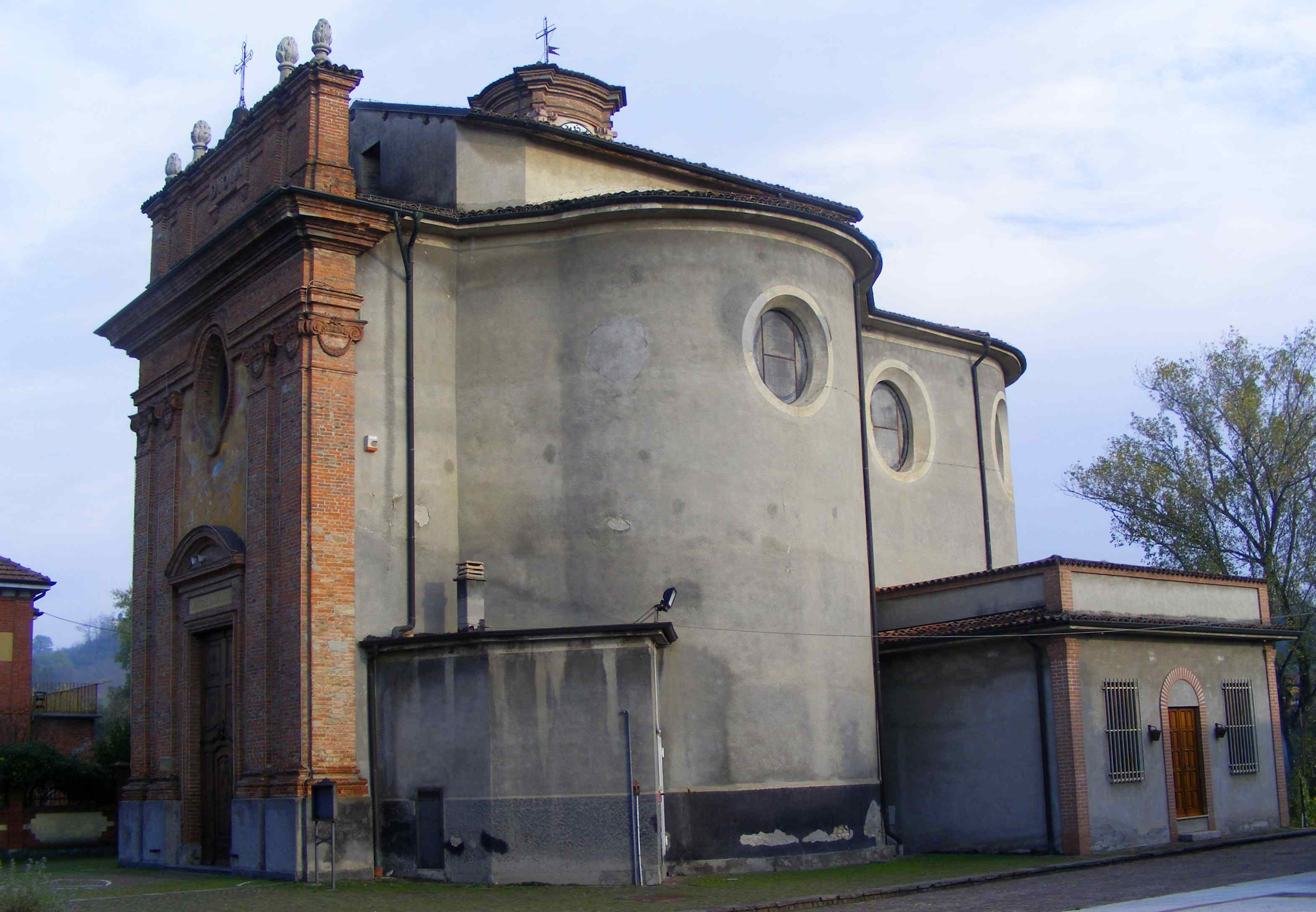
Església de St. Miquel
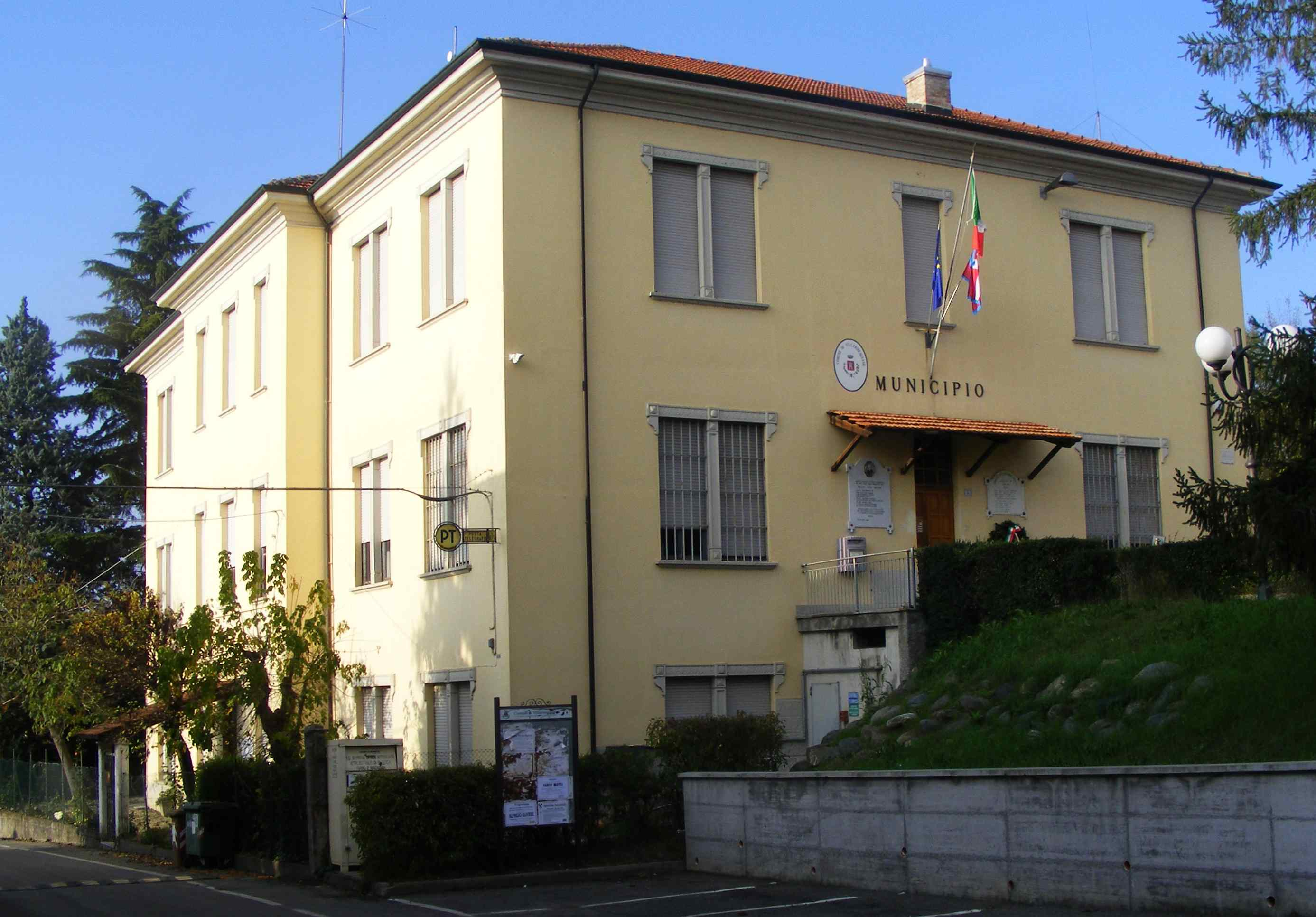
Ajuntament